# 17493 Wildcat
17493 Wildcat (1991 YA) là một thiên thạch xuyên Sao Hỏa được phát hiện vào ngày 31 tháng 12 năm 1991 bởi C. S. Shoemaker và D. H. Levy tại Đài thiên văn Palomar.

## Link ngoài
- JPL Small-Body Database Browser ngày 17493 Wildcat